# Cothornobata viriata
Cothornobata viriata är en tvåvingeart som först beskrevs av Günther Enderlein 1922.  Cothornobata viriata ingår i släktet Cothornobata och familjen skridflugor. Inga underarter finns listade i Catalogue of Life.